# PokerStars
PokerStars (рус. Покерстарс) — до 2021 года крупнейший онлайн ресурс для игры покер в мире. Для игры доступны все основные виды, в том числе техасский холдем, омаха и стад. Игра проходит на «условные деньги» или американские доллары (а также евро, британские фунты и канадские доллары), со ставками от $0,01/$0,02 до $1000/$2000.
В среднем, на сайте одновременно играет не менее 90 тыс. игроков. В «часы пик» или во время проведения популярных турниров их число может достигать 280 тыс. Общее число зарегистрированных пользователей — 115 млн.
В мае 2012 года вышло мобильное приложение для операционных систем Android и iOS.

## История
Компанию основали уроженцы Израиля, отец и сын Исай и Марк Шейнберги. Бета-версия, где можно было играть только на условные деньги, вышла 11 сентября 2001 года, через 3 месяца началась игра на настоящие деньги. Первоначально компания была зарегистрирована в Коста-Рике на имя израильской семьи Шейнберг.
Позже компания перебралась на остров Мэн, законодательство которого ещё больше для неё подходило.
В 2004 году аналитики оценивали стоимость «PokerStars» в 2 миллиарда долларов, что делало её одной из крупнейших в отрасли. В 2006 году конгресс США принял поправки к закону об азартных играх, в результате которого некоторые крупные компании вроде «PartyPoker», опасаясь разорения, были вынуждены уйти с американского рынка онлайн-гемблинга, в то время как «PokerStars», изыскав дополнительные резервы, захватил их сегмент и стал лидером отрасли.
В 2009 году оборот компании составил 1,4 миллиарда долларов, а прибыль — 500 миллионов.
В декабре 2011 года компании удалось установить рекорд, внесённый в Книгу Гиннесса: в турнире со вступительным взносом в $1 призовой фонд в $300 000 разыгрывали более 200 тысяч игроков.
16 июня 2013 года на PokerStars был установлен новый рекорд по числу участников турнира: на этот раз в турнире с призовым фондом $300 000 удалось достигнуть отметки в 225 тысяч игроков.
В 2014 году PokerStars была продана за $4,1 миллиардов Amaya Inc.
17 мая 2016 года игроки PokerStars и Full Tilt были объединены под брендом PokerStars. В результате таких изменений Full Tilt фактически перестал быть независимым покер румом
Летом 2021 года уступила статус крупнейшего онлайн ресурса для игры покер в мире GGPoker.
9 марта 2022 года PokerStars объявила о приостановке своей деятельности на территории Российской Федерации.

## Блокировки
В марте 2014 года PokerStars.com был заблокирован Роскомнадзором на территории России.
В апреле 2021 Pokerstars был заблокирован на территории Беларуси.

### Арест доменных имен в США

Уведомление Министерства юстиции США об аресте веб-сайта

15 апреля 2011 года Министерство юстиции арестовало интернет-адреса .com трёх сайтов онлайн-гемблинга, всего пять URL-адресов: Pokerstars.com, Fulltiltpoker.com, Absolutepoker.com, Ultimatebet.com и UB.com.
15 апреля 2011 года прокуратура Южного округа Нью-Йорка арестовала и закрыла Pokerstars.com и несколько сайтов его конкурентов, утверждая, что сайты нарушают федеральные законы о банковском мошенничестве и отмывании денег. 20 апреля 2011 года прокуратура США вернула компании контроль над доменным именем Pokerstars.com, чтобы «облегчить вывод средств американских игроков, находящихся на счетах компаний».
10 июля 2012 года компания PokerStars, утверждая, что у правительства недостаточно оснований для предъявления обвинений, подала ходатайство о снятии обвинений с её счетов.
31 июля 2012 года правительство США отклонило все гражданские иски против PokerStars и Full Tilt Poker после достижения мирового соглашения с PokerStars, в рамках которого PokerStars приобрела Full Tilt. По условиям мирового соглашения PokerStars и Full Tilt Poker не признали никаких правонарушений в своей прошлой деятельности в США. Правительство США признало, что обе компании могут обратиться за лицензиями на проведение онлайн-игр в США, когда будет предложена правовая основа для таких лицензий. Условия урегулирования также предусматривали, что PokerStars приобретёт у правительства некоторые активы Full Tilt Poker.

9 августа 2012 года PokerStars выплатила Министерству юстиции США 225 миллионов долларов, завершив передачу активов Full Tilt Poker. Full Tilt Poker был успешно перезапущен 6 ноября 2012 года.

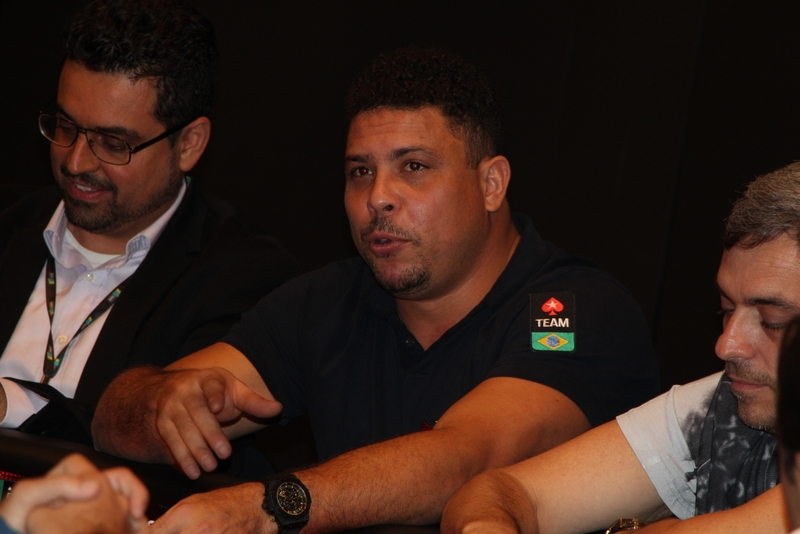

## Team PokerStars Pro
Компания организовала команду Team PokerStars Pro. С игроками Pro заключаются специальные спонсорские контракты.

## Игроки знаменитости
У PokerStars есть команда знаменитостей и спортсменов, которые называются «Friends of PokerStars» and «SportStars». В их число входят ямайский обладатель золотой олимпийской медали и рекордсмен мира Усэйн Болт и американский актер и комик Кевин Харт. Среди бывших знаменитостей — бразильский футболист Роналдо, теннисист Рафаэль Надаль, бывший чемпион по теннису Борис Беккер, Джанлуиджи Буффон, Криштиану Роналду, норвежский лыжник Петтер Нортуг, шведский лыжник Маркус Хеллнер, бразильский автогонщик и владелец гоночной команды Гуальтер Саллес и французский регбист Себастьен Шабаль.